# Виадук Сиз-Болозон
Виадук Сиз-Болозон (фр. Viaduc de Cize-Bolozon) — совмещённый автомобильно-железнодорожный каменный арочный мост через реку Эн на востоке Франции между деревнями Болозон и Сиз в департаменте Эн.
Строительство было начато в 1872 году как часть железной дороги между городами Бурк-ан-Брес и Ойонна. Большинство материалов были местного происхождения, причём гравий и песок извлекали прямо из реки Эн. Длина моста составляла 269 м, высота верхнего («железнодорожного») участка — 53 м над уровнем реки, нижнего («автомобильного») — 18 м. Для железнодорожного движения мост был открыт уже в 1875 году, однако для автомобильного — только в начале XX века.
В 1944 году мост был разрушен французскими партизанами, однако уже в 1947—1949 годах он был восстановлен по тому же проекту силами немецких военнопленных (при этом камень был в значительной степени заменён на бетон). Стоимость строительства составила 120 миллионов франков (по состоянию на 1950 год). Железнодорожное сообщение было снова открыто в 1950 году.
Длина моста составляет 272,5 м, максимальная высота — 73 м. Мост имеет 11 арок в случае верхнего уровня и 6 — нижнего.